# Paul Charles
Pour les articles homonymes, voir Charles (patronyme).
Paul Charles, né le 27 avril 1885 à Bruxelles et mort le 6 avril 1954 à Saint-Josse-ten-Noode, est un magistrat, haut fonctionnaire et homme politique belge dont l'action s'est principalement concentrée sur le Congo belge.

## Biographie
Paul Marie Joseph Charles, né le 27 avril 1885 à Bruxelles, est le fils de Raymond Charles, conseiller à la Cour de cassation, et de Clotilde Saey. Il était marié à Agnès Van Snick.
Paul Charles fait des études à l’Université catholique de Louvain et obtient un diplôme de docteur en droit. Comme son père, il commence une carrière dans la magistrature. En 1911, il est nommé substitut à Mons et en 1913 à Bruxelles. En 1920, il est substitut du procureur général près la Cour d'Appel de Bruxelles.
Le développement rapide de la colonie du Congo belge suscite alors son intérêt. En 1925, il est nommé conseiller juridique au ministère des Colonies et en 1927, le ministre des Colonies Henri Jaspar le nomme directeur de son cabinet. En 1929, il est nommé secrétaire général du département des colonies. C'est dans l'exercice de cette lourde charge que Paul Charles trouvait le champ d'action qui convenait à son esprit d'entreprise, son sens de l'organisation et de la conduite des hommes. Charles est ministre des Colonies pendant quelques semaines en mai 1931 dans le cabinet Jaspar II, puis à nouveau au sein du Gouvernement Theunis II (1934-1935).
Il devient président du conseil d’administration de la Banque du Congo belge et du Ruanda-Urundi en janvier 1938 et régent de la Banque nationale de Belgique. Il était également président de l'Office des transports coloniaux.
Il était président de la Fondation père Damien, du Comité permanent des transports, de la Royale Union coloniale belge, membre du Conseil colonial et de l'Institut des parcs coloniaux au Congo belge.
À la suite de son décès le 6 avril 1954 à Saint-Josse-ten-Noode, il est inhumé à Meise.

## Distinctions
- Grand-croix de l'ordre de la Couronne (Belgique).
- Grand officier de l'ordre de Léopold (Belgique).
- Grand officier de l'ordre royal du Lion (Congo belge).
- Grand officier de l'ordre de l'Étoile africaine (Congo belge).
- Grand-croix de l'ordre du Christ (Portugal).
- Grand-croix de l'ordre de Saint-Sylvestre (Vatican).
- Grand-croix de l'ordre de la Couronne de chêne (Luxembourg).
- Commandeur de la Légion d'honneur (France).
- Commandeur de l'ordre de l'Empire britannique (Royaume-Uni).